# 99%の自殺
99％の自殺（99パーセントのじさつ）は、2007年7月7日に公開された日本映画。

## 概要
吉本興業の映画製作プロジェクトであるYOSHIMOTO DIRECTOR'S 100の1作品。

## ストーリー
男がビルから飛び降り死んだ。男は癌の告知を受け自殺願望を持っていた。しかし、身籠った妻、生まれてくる子供といった生活環境の変化から、男は徐々に生きる希望を取り戻していく。だが、死は予告もなくやってくるのだ。しかも意外な原因で。

## キャスト
- 板尾創路
- 今宿麻美
- 霧島れいか
- 水野秀
- 稲葉大助
- 木村浩明
- 阿藤快

## スタッフ
- プロデューサー : 岩本雅代、相原英雄、長澤克明
- 監督・脚本 : 常盤司郎
- 撮影 : 長田勇一
- 照明 : 小川真司
- 録音 : 菊池進平
- 美術 : 小田川哲也
- 音楽 : 吉川浩史
- 助監督 : 大内隆弘、小林憲史、飯島将史
- 制作担当 : 岩田智久
- 衣装 : 長谷川雅子
- メイク : 望月志穂美
- 記録 : 照井麻矢
- 制作協力 : Fanango!、Rand C、プラネットエンターテイメント
- 製作 : 吉本興業